# ژو جیانگ
ژو جیانگ (به چینی: 朱江،  زادهٔ ۸ مارس ۱۹۹۷) یک کشتی‌گیر آزادکار اهل کشور چین است.
از افتخارات وی می‌توان به کسب مدال برنز بازی‌های آسیایی ۲۰۲۲ اشاره کرد.